# Луций Корнелий Лентул (консул 327 пр.н.е.)
Вижте пояснителната страница за други личности с името Луций Корнелий Лентул.
Луций Корнелий Лентул (на латински: Lucius Cornelius Lentulus) e сенатор, политик и военен на Римската република.
Той е първият познат от клон Лентули на фамилията Корнелии. Баща е на Сервий Корнелий Лентул (консул 303 пр.н.е.).
През 327 пр.н.е. е консул с Квинт Публилий Филон. Той води римляните в борбата против самнитите. През 320 пр.н.е. той е диктатор.